# Floresta Nacional de Passo Fundo
A Floresta Nacional de Passo Fundo é uma unidade de conservação federal no Rio Grande do Sul, Brasil.
Criada pela Portaria nº 561 de 25 de outubro de 1968, possui 1.333,61 hectares e se destina ao uso sustentável da natureza, ao turismo e à realização de pesquisas científicas. Localiza-se no município de Mato Castelhano, hoje desmembrado de Passo Fundo, e é administrada pelo Instituto Chico Mendes de Conservação da Biodiversidade. Protege uma região do bioma pampa caracterizada pela transição entre os ecossistemas savana e floresta ombrófila mista. Antigamente pertencia ao Instituto Nacional do Pinho, tendo zonas de reflorestamento com espécies exóticas.